# 霍氏豆齒鰻
霍氏豆齒鰻，為輻鰭魚綱鰻鱺目糯鰻亞目蛇鰻科的其中一種，分布於印度西太平洋的阿曼及印尼海域，體長可達22公分，棲息在底層水域，屬肉食性，生活習性不明。

## 擴展閱讀
維基物種上的相關：霍氏豆齒鰻